# The Misunderstood
The Misunderstood est un groupe de rock psychédélique américain, originaire de Californie. Il débute comme un groupe de garage rock classique, avec une combinaison de rhythm and blues et de rock qui évolue vers un son plus psychédélique avec l'arrivée de Glenn Campbell. Le son du groupe se rapproche alors de celui des Yardbirds,.
Les Misunderstood quittent la Californie pour l'Angleterre en 1966, en quête d'un public plus réceptif, sous l'impulsion de leur manager, John Peel. Là, ils embauchent le guitariste Tony Hill et sortent deux singles, loués par la critique britannique, mais le groupe se dissout au début de l'année 1967. Il a acquis une renommée posthume importante, notamment grâce à la réédition de leurs titres au début des années 1980.

## Biographie
En 1963, à Riverside, trois adolescents, Greg Treadway (guitare, claviers), Rick Moe (batterie) et George Phelps (guitare), fondent les Blue Notes, un groupe de surf music. Ils sont rejoints par Rick Brown (chant, harmonica), puis, début 1965, par Steve Whiting (basse). Ils changent alors de nom pour devenir The Misunderstood, et enregistrent un acétate de six titres fortement influencés par les groupes anglais qui déferlent à l'époque sur les États-Unis (British Invasion). Phelps quitte le groupe peu après, remplacé par Glenn Campbell (steel guitar), ex-Goldstones, un autre groupe de « surf music ». Ils enregistrent un single de blues, You Don't Have to Go (Reed) / Who's Been Talkin', titres respectivement dus à Jimmy Reed et Howlin' Wolf.
Ils entrent en relation avec le DJ John Ravenscroft, futur John Peel, qui devient leur manager. Début 1966, ils enregistrent un nouvel acetate de reprises blues à la sauce hard rock : le I'm Not Talking des Yardbirds est considérablement développé, avec feedback de guitare et la steel guitar aux sons orientaux de Campbell. À un moment, le groupe serait même sorti du studio, abandonnant ses instruments en proie au feedback, avant de revenir pour finir le titre !
En juin 1966, poussés par Ravenscroft, les Misunderstood partent pour Londres. Ils doivent laisser sur place Treadway, qui doit faire son service militaire dans la Navy. Pour le remplacer, ils embauchent sur place Tony Hill. Grâce au frère de Ravenscroft, Alan, ils parviennent à décrocher un contrat chez Fontana Records. Ils enregistrent six chansons, produites par Dick Leahy, et sortent un single : I Can Take You to the Sun / Who Do You Love?. Ils donnent peu après un concert devant la presse aux bureaux de Fontana, qui fait parler d'eux : des groupes comme Pink Floyd ou The Move s'inspirent de leurs spectacles au Marquee Club (mi-1966), notamment des effets lumineux qu'ils emploient.
Durant l'année 1969, après des changements de musiciens, des gens comme David O'List ex-Nice à la guitare, Nic Potter à la basse et Guy Evans à la batterie futurs Van Der Graaf ont fait partie du groupe. Chris Mercer au saxophone et Ray Owen à la guitare rythmique firent aussi un passage dans le groupe.
Des problèmes de visas et de conscription (pour Rick Brown) mettent un terme à la carrière du groupe. Glenn Campbell tente de poursuivre les Misunderstood et sort, avec un groupe entièrement neuf, deux singles qui passent inaperçus, puis forme le groupe Juicy Lucy. Tony Hill fonde quant à lui le groupe High Tide, et les autres retombent dans l'oubli. Brown et Campbell se réunissent brièvement au début des années 1980 sous le nom d'Influence et sortent un single, No Survivors / Queen of Madness, en 1983. Ils se séparent deux ans plus tard.

## Discographie

### Albums studio
- 1982 : Before the Dream Faded (six chansons enregistrées en Angleterre + sept démos de l'époque garage)
- 1984 : Golden Glass (matériel enregistré en 1969)
- 1998 : Broken Road (matériel enregistré par Brown et Campbell en 1981-83)
- 2004 : The Lost Acetates 1965-1966

### Singles
- 1967 : I Can Take You to the Sun / Who Do You Love?
- 1969 : Children of the Sun / I Unseen
- 1969 : Tuff Enough / Little Red Rooster
- 1969 : Never Had a Girl (Like You Before) / Golden Glass